# Joop Wilhelmus
Joop Wilhelmus (Dordrecht, 7 januari 1943 – aldaar, 8 september 1994) was een Nederlands pornograaf.
Joop Wilhelmus is vooral bekend geworden van het eerste Nederlandse pornoblad Chick en de daaruit voortvloeiende rechtszaak (het Chick-arrest: HR 17 november 1970, NJ 1971, 373) die hij in 1970 won. Dit werd bevestigd in de nieuwe zedenwet van 1971 (die ook de openbare verkoop van voorbehoedsmiddelen en het plegen van overspel niet langer strafbaar stelde; misbruik en geweld bleven wel strafbaar). Hierdoor werd pornografie feitelijk uit het wetboek geschrapt, wat in Nederland een revolutie betekende op het gebied van de pornografie, een revolutie die feitelijk in 1967 in Denemarken begonnen was, het eerste land ter wereld dat pornografie officieel legaliseerde.
Wilhelmus begon in de jaren erna vurig te pleiten voor vrije seks en zocht daarbij frequent het debat op. Zijn ideeën bracht hij in praktijk in het zelf opgerichte blad Chick, dat op een zeker moment een oplage van 140.000 stuks had en met Candy van concurrent Peter Muller het belangrijkste Nederlandse pornoblad van zijn tijd was. In het blad stonden behalve foto's en strips ook contactadvertenties en aankondigingen van groepsseksavonden. 
Zeer omstreden werd hij bij feministen. Niet alleen was het (radicale) feminisme al a priori tegen pornografie, ook publiceerde hij zonder schroom de adressen van vele blijf-van-mijn-lijfhuizen in zijn blad. Daarop volgde een demonstratie waar zo'n 2000 vrouwen bij betrokken waren.
Nog meer kritiek kreeg Wilhelmus echter door zijn werk in de kinderpornografie. Chick kreeg een klein, pedofiel zusje, Lolita genaamd (naar het gelijknamige boek van Vladimir Nabokov), waarin hij, zelf ook pedofiel, pleitte voor volledige acceptatie van seks met (de eigen) kinderen. Hij noemde dit 'familieseks'. Ook was hij van mening dat kinderen "heel jong bij seksualiteit betrokken worden".
Eind jaren tachtig werd hij aangeklaagd voor verkrachting van zijn jongste (12-jarige) dochter; hiervoor werd hij in 1992 tot vier jaar gevangenisstraf veroordeeld. Hierbij werd een doktersverklaring waarin stond dat deze dochter nog maagd was, genegeerd, omdat volgens de rechter het maagdenvlies bij jonge meisjes zeer snel weer aan kan groeien. Een paar uur nadat hij in september 1994 (met aftrek van voorarrest en strafvermindering) vrijkwam, werd zijn lichaam door iemand van de gemeentereiniging in de Voorstraatshaven te Dordrecht gevonden. Of het om moord of zelfmoord ging, werd nooit opgehelderd. Waarschijnlijk is hij na het bezoek aan een café door eigen onhandigheid (alcohol) van de kade gegleden terwijl hij zijn behoefte in het water deed. De zaak werd vrij snel administratief afgehandeld.